# لوریتو
لوریتو (به اسپانیایی: Loreto) یک منطقهٔ مسکونی در آرژانتین است که در بخش لورتو واقع شده‌است. لوریتو ۹٬۸۵۴ نفر جمعیت دارد.